# Rząd Bohuslava Sobotki
Rząd Bohuslava Sobotki – rząd Republiki Czeskiej pod kierownictwem Bohuslava Sobotki, powołany i zaprzysiężony przez prezydenta Miloša Zemana 29 stycznia 2014. Zastąpił techniczny rząd Jiříego Rusnoka. Urzędował do 13 grudnia 2017.
Gabinet został powołany kilka miesięcy po przedterminowych wyborach parlamentarnych, w wyniku których do parlamentu dostało się siedem ugrupowań. Koalicję ostatecznie zawiązały Czeska Partia Socjaldemokratyczna (ČSSD), centrowa partia ANO 2011 oraz Unia Chrześcijańska i Demokratyczna – Czechosłowacka Partia Ludowa (KDU-ČSL). 17 stycznia 2014 lider socjaldemokratów odebrał nominację na urząd premiera. Rząd w pełnym składzie został zaprzysiężony 29 stycznia 2014. Zastąpił go powołany po wyborach w 2017 rząd Andreja Babiša.

## Skład rządu
| Stanowisko                                                                       | Minister           | Ugrupowanie | Okres urzędowania                          |
| -------------------------------------------------------------------------------- | ------------------ | ----------- | ------------------------------------------ |
| Premier                                                                          | Bohuslav Sobotka   | ČSSD        | od 29 stycznia 2014 do 13 grudnia 2017     |
| I wicepremier                                                                    | Andrej Babiš       | ANO 2011    | od 29 stycznia 2014 do 24 maja 2017        |
| I wicepremier                                                                    | Richard Brabec     | ANO 2011    | od 24 maja 2017 do 13 grudnia 2017         |
| Wicepremier Przewodniczący Rady ds. Badań Naukowych, Rozwoju i Innowacji         | Pavel Bělobrádek   | KDU-ČSL     | od 29 stycznia 2014 do 13 grudnia 2017     |
| Minister finansów                                                                | Andrej Babiš       | ANO 2011    | od 29 stycznia 2014 do 24 maja 2017        |
| Minister finansów                                                                | Ivan Pilný         | ANO 2011    | od 24 maja 2017 do 13 grudnia 2017         |
| Minister spraw zagranicznych                                                     | Lubomír Zaorálek   | ČSSD        | od 29 stycznia 2014 do 13 grudnia 2017     |
| Minister obrony                                                                  | Martin Stropnický  | ANO 2011    | od 29 stycznia 2014 do 13 grudnia 2017     |
| Minister spraw wewnętrznych                                                      | Milan Chovanec     | ČSSD        | od 29 stycznia 2014 do 13 grudnia 2017     |
| Minister przemysłu i handlu                                                      | Jan Mládek         | ČSSD        | od 29 stycznia 2014 do 28 lutego 2017      |
| Minister przemysłu i handlu                                                      | Jiří Havlíček      | ČSSD        | od 4 kwietnia 2017 do 13 grudnia 2017      |
| Minister sprawiedliwości                                                         | Helena Válková     | ANO 2011    | od 29 stycznia 2014 do 1 marca 2015        |
| Minister sprawiedliwości                                                         | Robert Pelikán     | ANO 2011    | od 12 marca 2015 do 13 grudnia 2017        |
| Minister pracy i spraw socjalnych                                                | Michaela Marksová  | ČSSD        | od 29 stycznia 2014 do 13 grudnia 2017     |
| Minister transportu                                                              | Antonín Prachař    | ANO 2011    | od 29 stycznia 2014 do 13 listopada 2014   |
| Minister transportu                                                              | Dan Ťok            | ANO 2011    | od 4 grudnia 2014 do 13 grudnia 2017       |
| Minister rolnictwa                                                               | Marian Jurečka     | KDU-ČSL     | od 29 stycznia 2014 do 13 grudnia 2017     |
| Minister zdrowia                                                                 | Svatopluk Němeček  | ČSSD        | od 29 stycznia 2014 do 30 listopada 2016   |
| Minister zdrowia                                                                 | Miloslav Ludvík    | ČSSD        | od 1 grudnia 2016 do 13 grudnia 2017       |
| Minister szkolnictwa, młodzieży i sportu                                         | Marcel Chládek     | ČSSD        | od 29 stycznia 2014 do 5 czerwca 2015      |
| Minister szkolnictwa, młodzieży i sportu                                         | Kateřina Valachová | ČSSD        | od 17 czerwca 2015 do 21 czerwca 2017      |
| Minister szkolnictwa, młodzieży i sportu                                         | Stanislav Štech    | ČSSD        | od 21 czerwca 2017 do 13 grudnia 2017      |
| Minister rozwoju regionalnego                                                    | Věra Jourová       | ANO 2011    | od 29 stycznia 2014 do 3 października 2014 |
| Minister rozwoju regionalnego                                                    | Karla Šlechtová    | ANO 2011    | od 8 października 2014 do 13 grudnia 2017  |
| Minister środowiska                                                              | Richard Brabec     | ANO 2011    | od 29 stycznia 2014 do 13 grudnia 2017     |
| Minister kultury                                                                 | Daniel Herman      | KDU-ČSL     | od 29 stycznia 2014 do 13 grudnia 2017     |
| Minister ds. praw człowieka i równouprawnienia Przewodniczący Rady Legislacyjnej | Jiří Dienstbier    | ČSSD        | od 29 stycznia 2014 do 30 listopada 2016   |
| Minister ds. praw człowieka i równouprawnienia Przewodniczący Rady Legislacyjnej | Jan Chvojka        | ČSSD        | od 1 grudnia 2016 do 13 grudnia 2017       |